# Thomas Gottschalk

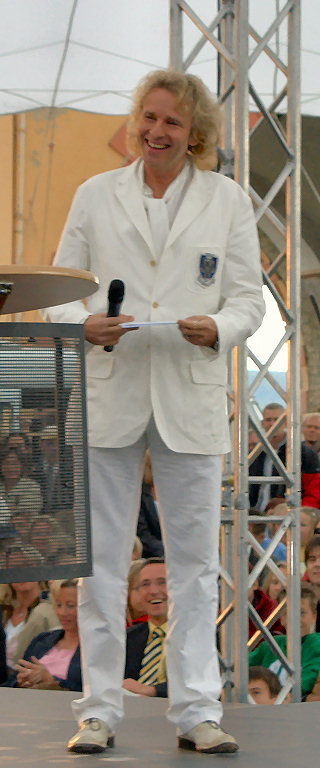
Thomas Gottschalk en la Festung Ehrenbreitstein (2005).

Thomas Johannes Gottschalk (Bamberg, Alemania, 18 de mayo de 1950) es un actor, showman y moderador de radio y televisión alemán, conocido, sobre todo, por moderar el programa alemán Wetten, dass..? (¿Qué apostamos?).

## Reconocimientos
Desde 2001 es ciudadano de honor (Ehrenbürger) de Kulmbach. Ese mismo año cosechó el la Orden de Mérito de Baviera (Bayerischer Verdienstord). Estos son algunos de los galardones que ha recibido en su carrera:
- Kurt-Magnus-Preis (1978)
- Goldener Gong por Na sowas! (1983)
- Goldene Kamera (1985)
- Telestar (1987)
- Romy como Showman más popular (1990, 1996)
- Goldenes Schlitzohr (1991)
- Goldene Kamera por Gottschalk Late Night (1994)
- Goldener Löwe de la cadena RTL Mejor serie de televisión por Wetten dass...? (1997)
- Deutscher Fernsehpreis Mejor Show por Wetten, dass ...? (junto con Viktor Worms y Alexander Arnz) (1999)
- Bayerischer Fernsehpreis Ehrenpreis des Bayerischen Ministerpräsidenten (1999)
- Goldene Feder (2001)
- Karl-Valentin-Orden (2001)
- Medienpreis für Sprachkultur de la Gesellschaft für deutsche Sprache (2002)
- Goldene Kamera, mejor toma en el HÖRZU-Hall of Fame (2002)
- Rose d’Or Goldene Rose für Game-Show-Moderation für Wetten dass...? (2005)
- Der deutsche Fernsehpreis al mejor programa de entretenimiento por Wetten dass...? (2009)

Sus, hasta entonces cosechados, 3 premios Bambi (1983, 1984 y 1987) los devolvió en 1988 por el enfado en unas publicaciones por parte de la empresa Burda (Ute Lemper, Klausjürgen Wussow y Katarina Witt hicieron lo mismo). En 2001, en su cuarto galardón los volvió a aceptar.

## Filmografía
- 1979: Summer Night Fever
- 1982: Piratensender Powerplay
- 1983: Monaco Franze
- 1983: Die Supernasen
- 1983: Bolero
- 1984: Heut' abend (Talkshow)
- 1984: Zwei Nasen tanken Super
- 1984: Mama Mia – Nur keine Panik
- 1985: Big Mäc
- 1985: Die Einsteiger
- 1986: Miko – aus der Gosse zu den Sternen
- 1987: Zärtliche Chaoten
- 1988: Zärtliche Chaoten II
- 1989: Mira quién habla (Actor de voz alemán)
- 1990: Highway Chaoten
- 1990: Eine Frau namens Harry
- 1990: Mira quién habla también (Actor de voz alemán)
- 1991: Trabbi goes to Hollywood
- 1992: Ring of the Musketeers
- 1993: Sister Act 2: Back in the Habit
- 1998: Frühstück mit Einstein
- 1999: Late Show
- 2004: Garfield: la película (Actor de voz alemán de Garfield)
- 2007: Meet the Robinsons (Actor de voz alemán)
- 2008: 1 1/2 Ritter – Auf der Suche nach der hinreißenden Herzelinde
- 2009: Sturm der Liebe (papel de invitado)